# ジョン・ヘンリー・ドルフ
ジョン・ヘンリー・ドルフ（John Henry Dolph、1835年4月18日 – 1903年9月28日）は、アメリカ合衆国の画家である。犬や猫を題材に描き、人気のある画家になった。

## 略歴
ニューヨーク州、ワシントン郡のフォート・アン( Fort Ann) に生まれるが、6歳の時、オハイオ州のアシュタビューラ郡に家族と移り、そこで育った。コロンバスの馬車の塗装工として働いた後、クリーブランドやデトロイトで肖像画家として働き始めた。
1864年にニューヨークに移り、ナショナル・アカデミー・オブ・デザインの展覧会に毎回、出展するようになり、1900年まで出展を続けた。1860年代の終わりには風景画を描くようになり、1870年からヨーロッパへ修行に出て、1873年までベルギーのアントウェルペンで学んだ。1880年から1882年にはパリに滞在し修行した。帰国すると、犬や猫などを描くことに専念した。
ニューヨーク、マンハッタンの57丁目に建設されたアーティストのための建物、シャーウッド・スタジオ・ビルディング(Sherwood Studio Building)に住んだ。ニューヨークの美術クラブ、キット・キャッツ・クラブ(Kit Cat Club)やロータス・クラブ(Lotus Club)、サルマガンディー・クラブ(Salmagundi Club)の会員だった。1892年に新聞「ニューヨーク・トリビューン」で好意的な批評を受け、ニューヨークの貧しい子供を描いて人気のあったジョン・ジョージ・ブラウンと共に論じられた。イギリスの有名な動物画家、エドウィン・ランドシーアになぞらえて、「アメリカのランドシーア」と評する批評家もいた。
1877年にナショナル・アカデミー・オブ・デザインの準会員に選ばれ、1898年に正会員に選ばれた。

## 作品

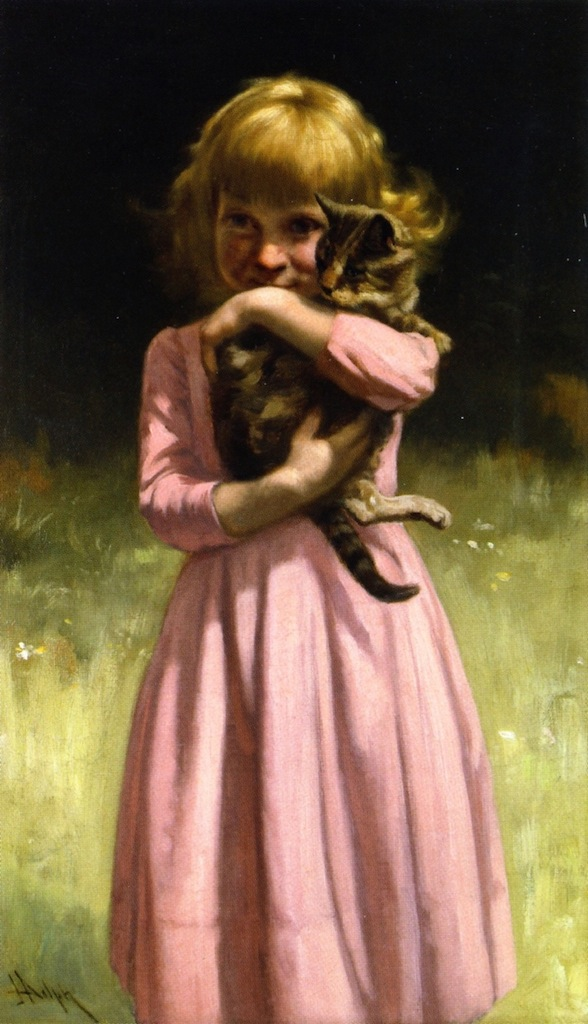
ベストフレンズ
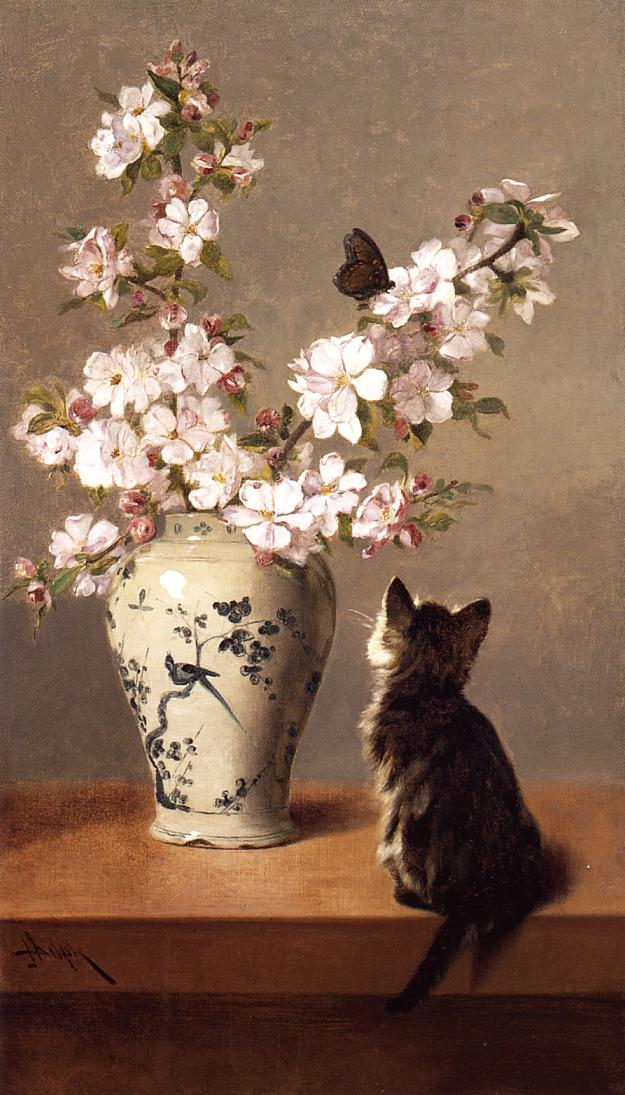
蝶
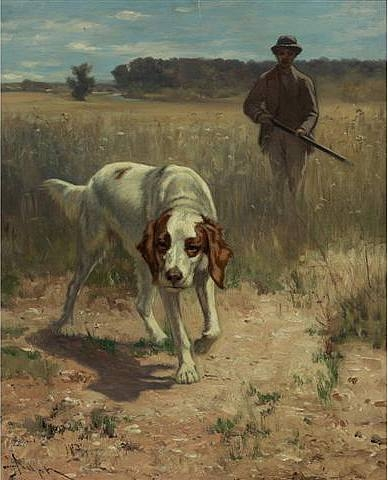
鶉狩り
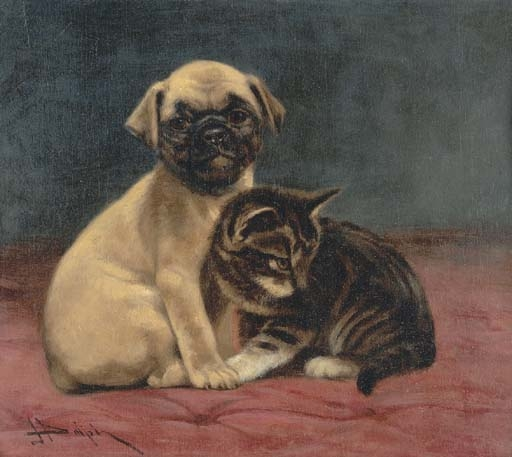
安全地帯

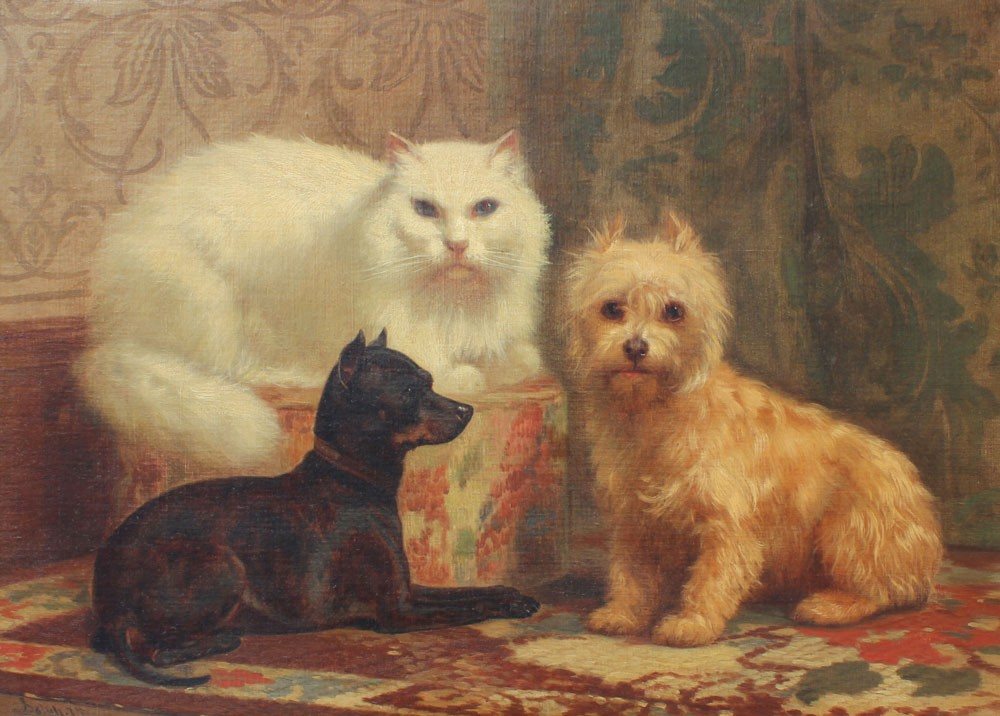
ペルシャ猫と2匹の犬
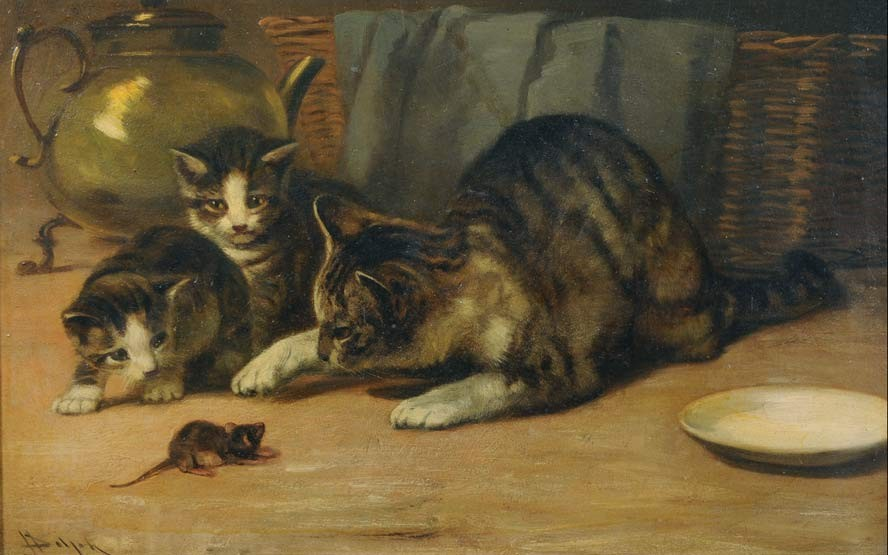
Playing Cat and Mouse
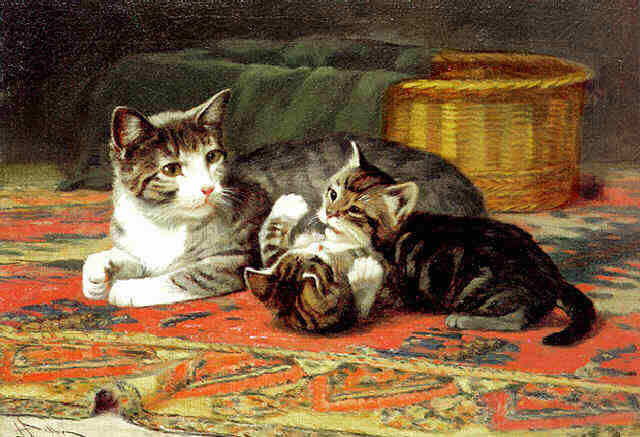
2匹の子猫と親猫